# Alexandra Haas Paciuc
Alexandra Haas Paciuc (Ciutat de Mèxic, 22 de juliol de 1977) és advocada especialitzada en drets humans, assessora de política pública i associada de la Xarxa Internacional de Drets Humans i del Consell Mexicà d'Assumptes Internacionals COMEXI, és la quarta presidenta del Consell Nacional per Prevenir la Discriminació CONAPRED.

## Estudis
És llicenciada en Dret amb esment honorífic per la Universitat Iberoamericana, va obtenir el grau de mestratge, també en Dret, a la Universitat de Nova York. En l'Acadèmia de Dret Internacional del Faig va prendre el curs de Dret Internacional Público i a la Universitat de Palerm el Seminari sobre Construcció d'Autoritat Legítima.

## Trajectòria
Va pertànyer al grup jurídic de l'Organització Centro per a l'Acció Legal en Drets Humans CALDH a Guatemala en el 2002. Va participar en l'elaboració i implementació del primer Programa Nacional de Drets Humans del Govern de Mèxic 2004-2007 quan va ser consultora de l'Alt Comissionat de les Nacions Unides per als Drets Humans (OACDH).
En la Comissió de Drets Humans del Districte Federal va coordinar l'estratègia de No Discriminació del 2007 al 2008, articulant iniciatives relacionades amb grups en situació de vulnerabilitat, entre elles l'elaboració de l'Informe sobre els Drets de les Persones amb Discapacitat. Del 2008 al 2011 va encapçalar l'Oficina de ProMéxico en el Regne Unit, Sud-àfrica i Portugal.
Entre 2011 i 2013 va ser assessora del Conapred en temes de promoció i canvi cultural així com investigadora de l'equip que va elaborar el Reporti sobre la Discriminació a Mèxic 2012.
Va encapçalar l'àrea d'Assumptes Polítics de l'Ambaixada de Mèxic a Washington DC, Estats Units, on va treballar per acostar els temes de la diversitat sexual a la xarxa consular.
El 17 de novembre del 2015, és designada presidenta del CONAPRED per al període 2015 - 2019.
Participa com a jurat del premi 11 per la diversitat que va crear la FIFA en 2016 per reconèixer els esforços al voltant de món per erradicar la discriminació en l'esport.
En 2018, va ser nomenada Secretària Tècnica de la Xarxa Iberoamericana d'Organismes i Organitzacions contra la Discriminació (RIOOD), xarxa de cooperació i intercanvi regional de bones pràctiques que es va crear en 2007 per iniciativa del CONAPRED.

## Publicacions
- 2018. Li deien el xinès. Educal
- 2005. Treballadors migrants indocumentats: Condició migratòria i drets humans. Breviarios Jurídics. Editorial Porrúa.